# ربات کوانتومی
 ربات کوانتومی یک نانو سیستمِ متحرکِ کوانتومی فرضی است که می توان با استفاده از فناوری نانو ساخت. ربات کوانتومی شامل یک کامپیوتر کوانتومی وچند دستگاه خاص است که به ربات اجازه می دهد تا با دنیای اطرافش ارتباط برقرار کند. این ربات میتواند اندازه گیری کند و تغییراتِ مشخص در حالتهای کوانتومی محیط اطراف را شناسایی کند. مفهوم ربات کوانتومی توسط پل بنیوف در سال (۱۹۹۷-۱۹۹۸) معرفی شد.